# De l'altra banda

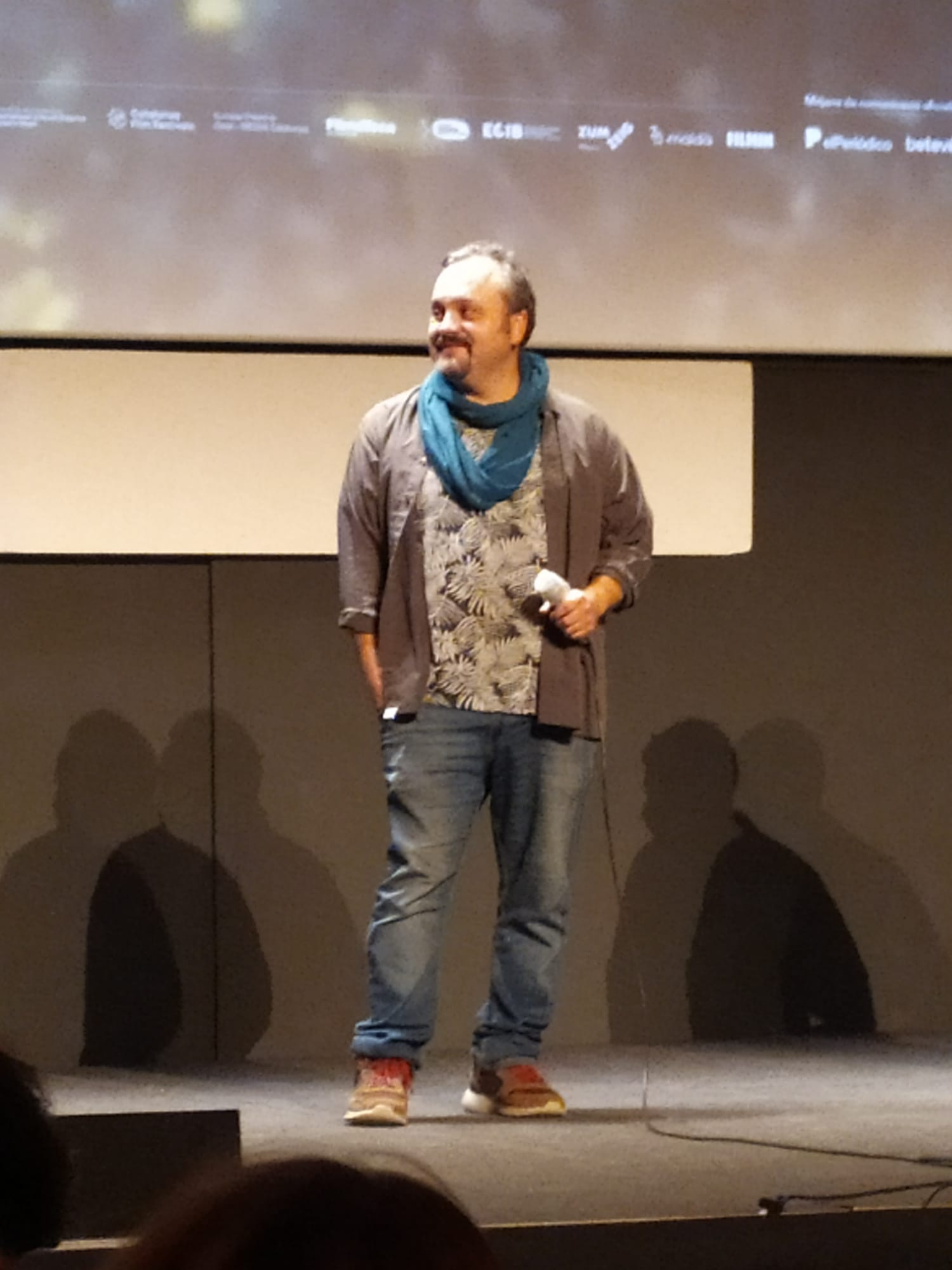
El director Iván Guarnizo a la presentació del film a Barcelona.

De l'altra banda (títol original en castellà, Del otro lado) és una pel·lícula documental colombiana de 2021 dirigida per Iván Guarnizo.
Es tracta d'una producció de GusanoFilms i RTVC Play, en coproducció amb Salon Indien Films i amb el suport de Proimágenes Colombia, IDFA Bertha Fund i Tribeca Film Institute.
Es va emetre al programa 60 minuts del canal 33 el 6 de maig de 2024.

## Sinopsi
La mare de l'Iván va morir dies després de l'inici de les converses de pau amb la guerrilla de les FARC. Abans de morir, li va dir que havia perdonat i que no volia que ningú més visqués la seva experiència. Havia estat segrestada durant sis-cents dies en un racó de la selva. El seu germà i ell mai havien parlat d'això. Fins i tot havien oblidat el diari que li van permetre escriure a la seva mare en captivitat i que va portar amb si, en el qual va registrar els pitjors dos anys de la seva vida. La lectura del diari els impulsa a un precipici. Localitzen llocs, desxifren noms i inicien un viatge per selves i muntanyes seguint el rastre del seu dolor, però també buscant els guerrillers que la custodiaven i que ocupen gran part d'aquest diari, on descobreixen que van desenvolupar una estreta relació amb ella, gairebé una espècie de relació mare i fill amb un dels seus captors. Tal vegada aquests guerrillers estan ara desmobilitzats, així que comencen a buscar-los. Seguir l'estel de la seva mare és seguir el camí del perdó. Es pregunten si al final d'aquest viatge també seran capaços de perdonar.